# Prétopologie
La prétopologie,, est une théorie mathématique pour l’analyse, la modélisation et la construction dans les domaines les plus variés : modélisation pour les sciences humaines et sociales, application en théorie des jeux, extension de la notion de graphe, modèles de réseaux complexes, agrégation des préférences, ou plus généralement mathématisation des espaces discrets. La prétopologie a pour objet la « modélisation du concept de proximité ».

## Théorie mathématique
Classiquement, la théorie mathématique ayant pour objet la modélisation du concept de proximité est la topologie. De ce domaine relèvent les concepts classiques :
- de continuité – qui formalise le transport entre ensembles d’une structure topologique ;
- de compacité – qui, combinée avec la notion de continuité permet de résoudre des problèmes d’existence de points particuliers tels que point fixe ou qu'un optimum ;
- de connexité – qui permet de modéliser le concept « d’homogénéité » d’une partie d’un ensemble donné.

En fait, dans de nombreuses situations pratiques, les utilisateurs se restreignent, dans leurs modèles, à l’utilisation de structures métriques, moins générales mais plus commodes à manipuler. Mais les exigences axiomatiques de la topologie – et a fortiori de la métrique – sont telles qu’elles sont souvent peu compatibles avec les réalités du domaine dont on cherche à modéliser le concept de proximité. D’où l’idée d’envisager la construction d’une théorie ayant une axiomatique moins contraignante que celle de la topologie : c’est ce que propose la prétopologie.
On peut montrer alors que, avec une axiomatique très restreinte par rapport à celle de la topologie, et donc plus apte à modéliser des situations de terrain, on peut généraliser en prétopologie les concepts de base de la topologie (adhérence et intérieur, fermeture et ouverture, voisinage, continuité, compacité, connexité, produits d’espaces).

## Applications
Parmi les perspectives d’application offertes par la prétopologie on peut citer :
- la théorie des graphes, avec comme corollaire un bon outil de gestion des concepts de « proximité » induits par une relation binaire, ou une relation valuée et un certain nombre d’applications dans le domaine de la formation de groupes sociaux ;
- certains aspects de la théorie des jeux tels ceux qui portent sur le problème de la formation des coalitions ;
- des méthodes de classification utilisables sur des ensembles dotés, non pas de structure métrique, mais simplement dotés de structure prétopologique ;
- le concept « d’espace préférencié » qui permet reformuler et généraliser des résultats obtenus avec des préférences qui sont au moins des préordres ;
- la reconnaissance des formes ou le traitement d'images[7] ;
- ou encore tout simplement la possibilité de munir des ensembles finis sur lesquels il n’est pas possible de construire une métrique traditionnelle de structures « de proximité » autre que celles fournies par des topologies triviales[8].

D’autres applications, étendant les concepts proposés par la prétopologie, permettent d’aborder la modélisation de systèmes complexes en Sciences humaines et sociales, avec, par exemple, des problématiques relatives à la santé ou à l'environnement, de proposer des solutions originales pour la fouille de données ou encore des outils de modélisation pour la biologie de l’évolution.

## Développements

### Prétopologie généralisée
Il s'agit de développements théoriques de la prétopologie en cherchant à s'affranchir de la notion de référentiel global.

### Structures pauvres
Le concept de structure prétopologique a été imaginé parce que dans certains domaines, comme celui des sciences sociales, l'axiomatique de la topologie était incompatible avec les exigences du terrain. On peut encore chercher à affaiblir l'axiomatique de la prétopologie pour obtenir des structures pauvres.

## Apports de l’informatique
Jusqu’à présent, les difficultés à gérer des ensembles munis d’un nombre élevé fini d’objets a été un frein à l’utilisation pratique de l’outil prétopologique. Mais le développement des moyens de calcul combiné avec la construction d’algorithmes adaptés rend désormais réalisables des applications à des problèmes concrets. En particulier, les algorithmes usuels relevant de la théorie des graphes, tels les algorithmes de calcul d’une fermeture transitive ou des fermés minimaux, servent de base à la mise au point d’algorithmes prétopologiques : on montre notamment que l’algorithme de calcul de la fermeture prétopologique d’un ensemble de sommets dans un graphe peut être construit à partir d’algorithmes de fermeture transitive. De la même manière, sur un graphe valué, on peut procéder à une analyse de type « topologique » en construisant a priori une quasipseudométrique à partir des valuations du graphe.
La prétopologie permet le développement de technologies intéressantes pour une raison essentielle : sa souplesse pour assurer le suivi, pas à pas, de processus de description et de transformation d’un ensemble. Ceci correspond très bien aux concepts de l’informatique pour la modélisation et la simulation de phénomènes complexes. Des développements informatiques innovants, notamment la bibliothèque PretopoLIB, permettent désormais de manipuler aisément les concepts de la prétopologie et de réaliser des applications en mesure de traiter des collections de données de grande taille, proposant ainsi un outil pédagogique mais également son usage pour la simulation et le prototypage d’applications pour le chercheur.
De fait, la prétopologie s’avère un outil performant de modélisation du concept de proximité (en ne se focalisant pas sur une distance) qui permet de structurer un espace tout en suivant la dynamique de la structuration, pas à pas, à l’inverse de la topologie. Les récents développements informatiques la rendent maintenant totalement opérationnelle.